# Длиннорылый продельфин
Длиннорылый продельфин, или малоголовый продельфин, или вертящийся дельфин, или длинноносый дельфин, или длиноклювая стенелла (лат. Stenella longirostris) — небольшой тропический дельфин.

## Таксономия
Затруднена, в том числе из-за путаницы в названиях. Сегодня известно 4 подвида, но это не исключает существования и других. Между подвидами имеет место гибридизация.

## Описание
Окрас преимущественно серый или тёмный. Размер небольшой относительно других видов дельфинов.

## Образ жизни
Плавают нередко группами, активно общаясь между собой. Известны своими акробатическими прыжками.
Длиннорылый продельфин подробно изучен как в дикой природе, так и в неволе. В прошлом множество животных этого вида погибало при ловле тунца.